# Bliźniaczki na boisku
Bliźniaczki na boisku – film telewizyjny z roku 1999, w którym zagrały Mary-Kate i Ashley Olsen.

## Fabuła
Historia trzynastoletnich sióstr-bliźniaczek. Sam (Mary-Kate), to "chłopczyca" i sportsmanka. Emma (Ashley) z kolei, jest pod tym względem jej całkowitym przeciwieństwem. Jest też najpopularniejszą dziewczyną w szkole. Ojciec dziewczynek również uwielbia sport – bardzo ważne jest dla niego zwycięstwo i nie może zrozumieć całkowitego braku zainteresowania dla sportu ze strony Emmy. Właśnie zbliżają się mistrzostwa w piłce nożnej dziewcząt. Ojciec bliźniaczek jest trenerem szkolnej drużyny. Żona zmusza go, by przyjął do drużyny Emmę, zamiast Sam. Sam trafia do znacznie słabszej drużyny. Emma jest najsłabsza w swojej. Jako że żadnej z sióstr to nie odpowiada, postanawiają zamienić się miejscami. Ojciec nie zauważa tego. Mama dziewczynek odkrywa jednak prawdę i każe im "wrócić na swoje miejsca". Zaczyna trenować "słabszą drużynę". Ich wcześniejsza zamiana miejsc, namieszała nie tylko na boisku, ale i w "życiu sercowym" Sam. Dzięki pracowitym treningom, obie drużyny wchodzą do finałów i stają przeciwko sobie. Emma jest bramkarką w swojej drużynie, a Sam główną rozgrywającą w swojej.

## Obsada
- Mary-Kate Olsen jako Sam Stanton
- Ashley Olsen jako Emma Stanton
- Kathryn Greenwood jako Denise Stanton
- Joe Grifasi jako Dave
- Trevor Blumas jako Greg Jeffries
- Eric Lutes jako Jerry Stanton
- Keith Knight jako Willard Holmes
- Jake LeDoux jako Richie
- Robert Clark jako Helmet Head
- Brian Heighton jako Jim
- Ted Atherton jako Mitch
- Vito Rezza jako Sal
- Damir Andrei jako Arden
- Michael Lamport jako Adrian
- Jesse Farb jako Oscar
- Marcello Melecca jako Danny
- Judah Katz jako Mike
- Cal Rosemond jako Frankie
- Michael Cera jako Taylor
- Moynan King jako mama Taylora
- Joanna Reece jako mama Bobby'ego
- Wendy Haller jako nauczyciel
- Adrian Griffin jako sędzia
- Alex House jako dziecko
- Alexi Lalas